# RK Nexe Našice
El RK Nexe Našice es un club de balonmano croata de la ciudad de Našice. En la actualidad es uno de los mejores clubes de balonmano de Croacia junto al RK Zagreb. Eso sí, nunca ha logrado un título, y siempre ha estado a la sombra del club de Zagreb.

## Plantilla 2024-25
|  | Porteros - 01 Antun Šarić - 12 Moreno Car - 16 Mihailo Radovanović - 16 Patrik Cesarec Extremos izquierdos - 04 Aleksandar Bakić - 26 Manuel Štrlek Extremos derechos - 05 Loris Hromin - 08 Ibrahim Haseljić - 11 Gal Marguć Pívots - 10 Jan Klimków - 39 Leon Vučko - 44 Krešimir Kozina | Laterales izquierdos - 09 Lucijan Krajcar - 17 Matko Moslavac - 27 Luka Moslavac - 35 Stjepan Javorček Centrales - 07 Mislav Grgić - 34 Ognjen Cenić - 41 Tin Lučin Laterales derechos - 20 Borna Manci Mičević - 23 Jure Dolenec - 33 Aleksandar Cenić |